# جوزيف سامسون
جوزيف سامسون هو سياسي كندي، ولد في 10 نوفمبر 1771، وتوفي في 31 مايو 1843 في Saint-Antoine-de-Tilly ‏ في كندا. انتخب Member of the  Legislative Assembly of Lower Canada ‏.